# Essstäbchen
| Essstäbchen                               | Essstäbchen |
| ----------------------------------------- | ----------- |
| Essstäbchen aus verschiedenen Materialien |             |
| Chinesische Bezeichnung                   |             |
| Chinesische Schrift                       | 筷子        |
| Pinyin (Mandarin)                         | kuàizi      |
| Jyutping (Kantonesisch)                   | faai3 zi2   |
| Japanische Bezeichnung                    |             |
| Kanji                                     | 箸          |
| Katakana                                  | ハシ        |
| Hiragana                                  | はし        |
| Hepburn                                   | hashi       |
| Koreanische Bezeichnung                   |             |
| Hangeul                                   | 젓가락      |
| Revidierte Romanisierung                  | jeotgarak   |
| McCune-Reischauer                         | chŏtkarak   |
| Thailändische Bezeichnung                 |             |
| Thailändische Schrift                     | ตะเกียบ      |
| IPA                                       | takìap      |
| Vietnamesische Bezeichnung                |             |
| Quốc Ngữ                                  | đũa         |
| Chữ nôm                                   | 𥮊 oder 𥯖  |

Essstäbchen sind paarweise verwendete Stäbchen gleicher Länge, die in Ostasien (China, Japan, Korea, Vietnam) und zum Teil in Thailand als Essbesteck verwendet werden. In diesen Ländern werden die Mahlzeiten so vorbereitet, dass ein Messer nicht benötigt wird.
Mit Essstäbchen wird das Essen nicht aufgespießt, sondern gegriffen. Genau wie mit einer Gabel können mit ihnen aber auch Nahrungsmittel „geschaufelt“ werden. Essstäbchen können alleiniges Besteck zum Essen sein oder, wie beispielsweise in Korea, durch einen Löffel ergänzt werden.

## Geschichte
Gräberfunde belegen, dass diese Form des Bestecks in China bereits vor 3500 Jahren Verwendung fand. Im 7. Jahrhundert gelangten die Essstäbchen durch buddhistische Priester und Missionare von China nach Korea und Japan. Allgemein sind Essstäbchen in den Ländern verbreitet, die kulturell von China beeinflusst wurden.

## Größe und Material

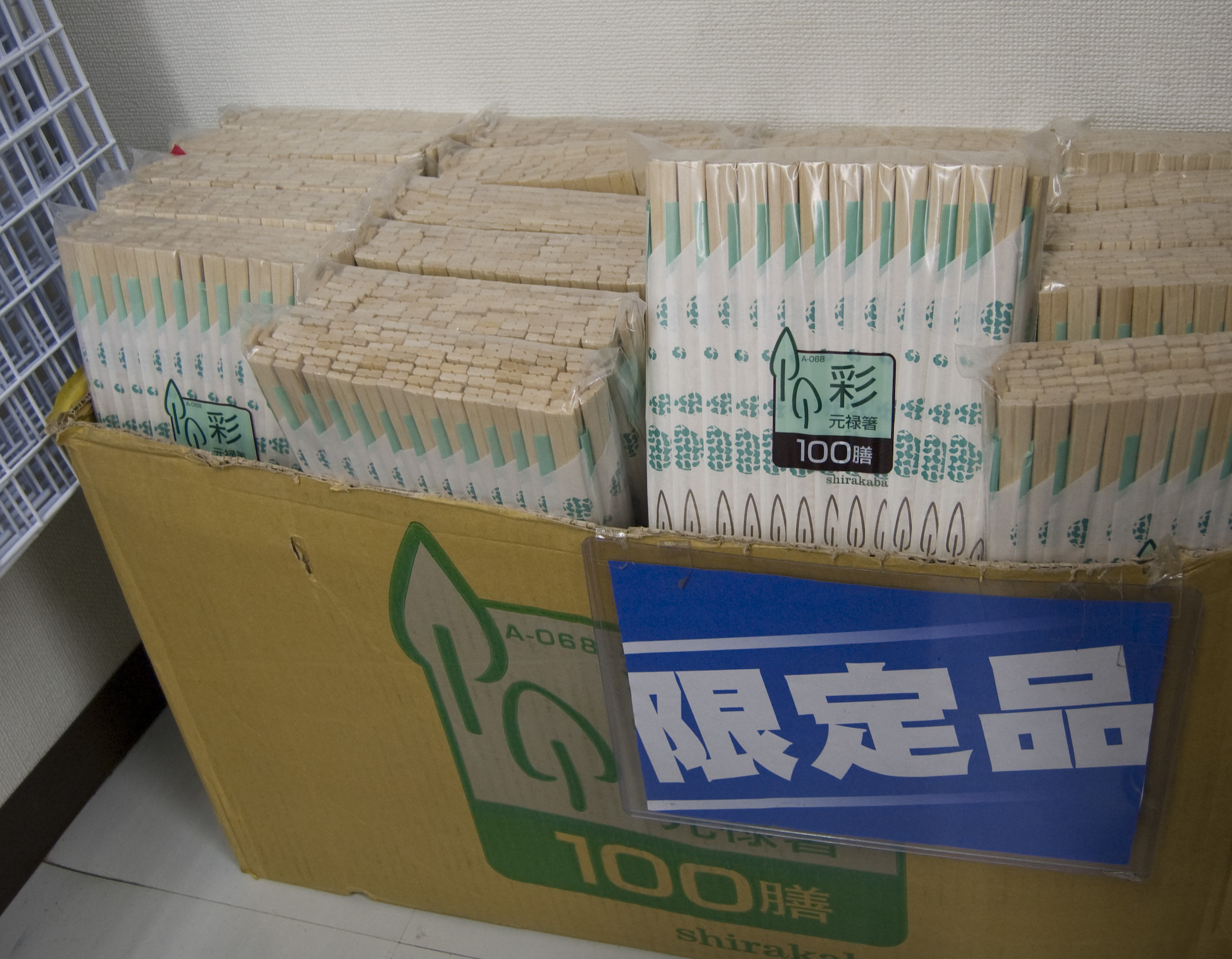
In China produzierte „Einmal“-Essstäbchen in einem japanischen Haushaltswarengeschäft

Essstäbchen wurden in geschichtlicher Zeit aus Bambus hergestellt. Fürsten und reiche Kaufleute verwendeten oft kunstvoll geschnitzte Stäbchen aus Jade oder Elfenbein. Die verbreitetsten Essstäbchen bestehen aus Holz, Kunststoff oder Metall, in der Ausführung sind sie den traditionellen Essgewohnheiten angepasst.

### Nationale Gewohnheiten
- Chinesische Essstäbchen bestehen oft aus Holz oder Bambus und sind mit etwa 25 Zentimeter vergleichsweise lang. Entsprechend den chinesischen Tischsitten werden die in der Mitte des Essplatzes aufgereihten Gerichte gemeinsam genutzt und jeder greift die gewünschte Speise in seine Reisschale. Das erfordert längere Essstäbchen, um auch die weiter entfernten Speisen zu erreichen. Die Stäbchen sind zudem an der Handseite eckig und an der Greifseite rund. Das Greifen der Speise durch Einstechen gilt in China als unhöflich und wird vermieden.
- Japaner servieren das Essen wie in Europa jedem Teilnehmer einzeln und die Essstäbchen sind kürzer. Japaner und davon beeinflusste Taiwaner führen die Reisschale zum Mund und lange Essstäbchen sind dafür hinderlich. Reis ist in Japan traditionell teuer und oft mit anderen Getreidearten gestreckt. So klebt der Reis weniger aneinander und lässt sich schlechter fassen. In der japanischen Küche spielt Fisch eine große Rolle. So haben Essstäbchen eine scharfe Spitze, damit sie in den Fisch eingesteckt werden können, um das Herausrutschen der weichen Teile zu vermeiden.
- In Korea sind Essstäbchen meist aus Metall, von mittlerer Länge und stark oval, sodass sich weichere Speisen wie Fisch oder Tofu leichter zerteilen lassen. Andererseits ist das Greifen der Speise mit der glatten Metalloberfläche koreanischer Stäbchen deutlich schwieriger als mit Holzstäbchen. Aus diesem Grund sind manche Stäbchen in der Greifzone geriffelt. Zum Essen von Suppe und Reis (auch Bibimbap) werden in Korea, Taiwan und Vietnam zusätzlich Löffel verwendet.

### Nutzungsgewohnheiten
- Es ist üblich, eigene Stäbchen zum Essen außerhalb der eigenen Wohnung mit sich zu führen. Sie werden oft in Wickeltaschen oder kleinen Kästen mit Schiebedeckel verwahrt. Die Verwendung eigener Stäbchen wird gern gesehen, da es der Abfallvermeidung von Einwegstäbchen (japanisch: waribashi) dient.
- In Küchen werden oft überlange Stäbchen, die gelegentlich auch Kochstäbchen genannt werden, (japanisch: saibashi (菜箸 oder 才箸)[1], vietnamesisch: Đũa cả (𥮊奇)) verwendet, um in Pfannen und Woks zu arbeiten. Für das Vorlegen von Speisen sind aufwendig gearbeitete Stäbchen mit Edelstahlspitzen (japanisch: moribashi (盛箸)) in Gebrauch.[1]
- Obwohl Stäbchen auf dem Rand der Essschüssel abgelegt werden können, sind kleine Ablagebänke, Hashioki, vergleichbar einem Messerbänkchen, in Gebrauch.

### Optimale Stäbchenlänge
In Japan wird die optimale Stäbchenlänge durch die Länge der Spanne von Daumen und Zeigefinger des Benutzers ermittelt. Dieses Maß gibt zwei Drittel der optimalen Länge an, die Stäbchenlänge ist dementsprechend wünschenswert mit einer und einer halben Spannenlänge. Entsprechend den Essgewohnheiten sind die chinesischen Stäbchen mitunter mehr als zwei Spannen lang.

## Umweltbelastung

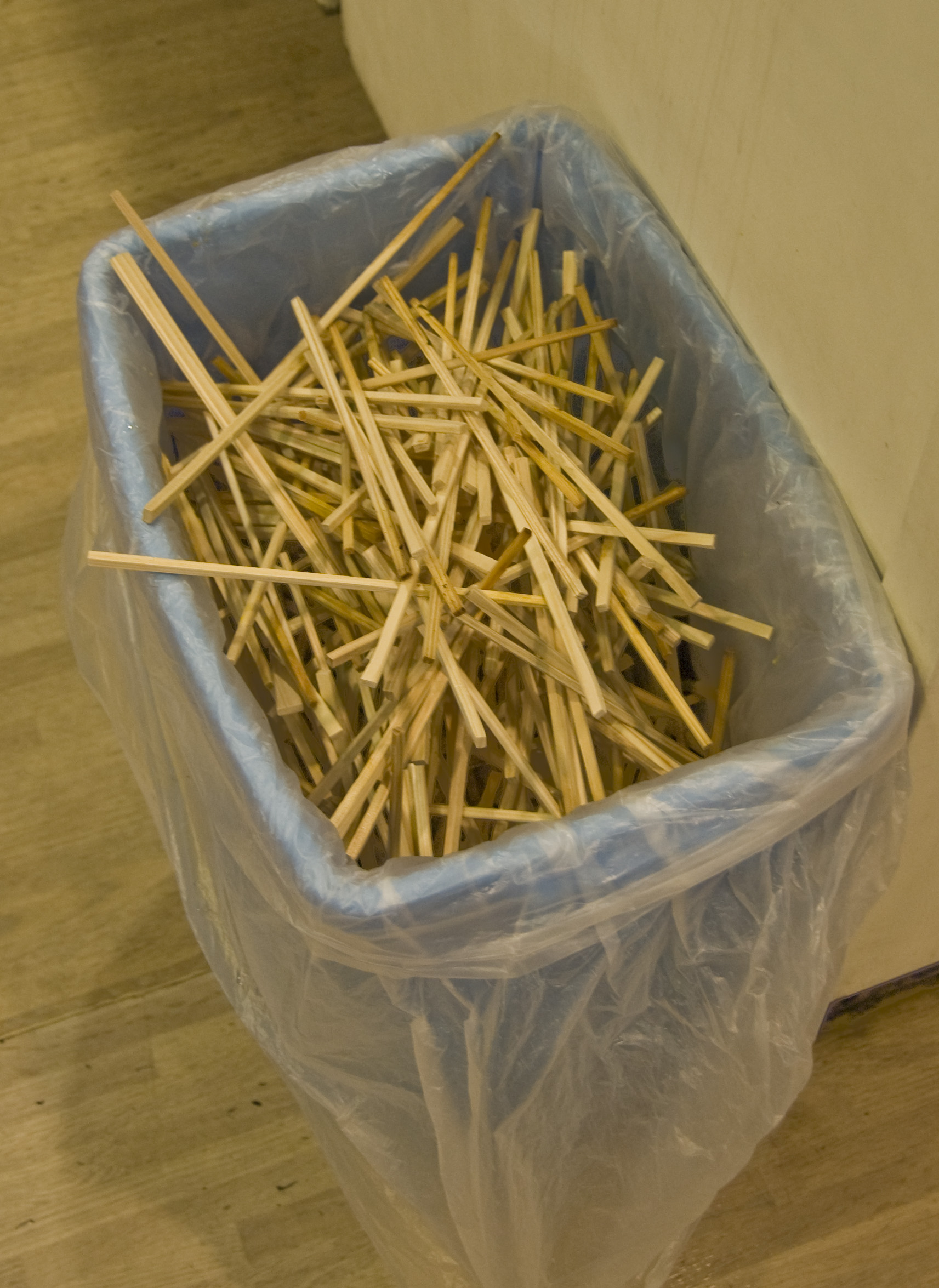
Wegwerf-Essstäbchen in einer japanischen Universitätsmensa

In China werden jedes Jahr etwa 45 Milliarden Wegwerf-Essstäbchen produziert. Dies entspricht 1,7 Millionen Kubikmetern Holz bzw. 25 Millionen voll ausgewachsenen Bäumen.
China hat im April 2006 eine Steuer in Höhe von fünf Prozent auf Wegwerf-Essstäbchen eingeführt. Ein großer Teil der in China produzierten Wegwerf-Essstäbchen wird nach Japan exportiert.

## Film
- Die Essstäbchen – Wie werde ich Chinese? Dokumentarfilm. Regie: Jean-Dominique Ferrucci, Arte, Frankreich 2020.